# Charles T. Kresge
Charles T. Kresge (* 9. März 1954) ist ein US-amerikanischer Chemiker (Petrochemie, Katalyse, Festkörperchemie).
Charles Kresge studierte am Swarthmore College mit dem Bachelor-Abschluss 1975 und wurde 1979 bei Ralph G. Pearson an der University of California in Santa Barbara mit der Arbeit Equilibrium and Kinetic Studies of the Protonation and Deprotonation of Some Transition Metal Complexes promoviert. Danach ging er in die Industrie und forschte über Katalysatoren für Mobil Oil in Paulsboro, New Jersey (unterbrochen von einer Zeit bei W. R. Grace von 1985 bis 1987). Ab 1993 leitete er dort die Abteilung Katalyse-Forschung. Er war ab 1999 bei Dow Chemical als Leiter der Katalyse-Forschung und wurde dort Vizepräsident für Forschung und Entwicklung. 2013 wurde er Chief Technology Officer von Saudi Aramco.
Kresge ist für die Entwicklung einiger Mesoporösen Materialien bekannt, darunter die 1991 bei Mobil Oil entwickelte MCM-41  (MCM steht für Mobil Composition of Matter). Sie dienen als Molekularsieb zum Beispiel in Katalysatoren und für Absorption bei der Abwasserbehandlung. Die Veröffentlichungen darüber zählen zu den meistzitierten chemischen Arbeiten überhaupt.
Er hält über 100 Patente und ist Mitglied der National Academy of Engineering (2007). 1994 erhielt er den Donald W. Breck Award und 2008 den Thomas Alva Edison Patent Award. Er gehört zu den Thomson Reuters Citation Laureates.

## Schriften
- mit Wieslaw J. Roth: The discovery of mesoporous molecular sieves from the twenty year perspective, Chemical Society Reviews, Band 42, 2013, S. 3663–3367